# Organizație interguvernamentală
O organizație interguvernamentală, denumită și organizație internațională guvernamentală, este o formă de asociere a statelor suverane sau a altor organizații interguvernamentale, întemeiată pe dispozițiile unui tratat, având un act constitutiv și organe comune și având o personalitate juridică distinctă de aceea a statelor sau organizațiilor care o compun.
Articolul 2 al Convenției de la Viena privind dreptul tratatelor (1969) definește organizațiile internaționale ca fiind "organizațiile interguvernamentale".
Comisia de Drept Internațional a propus definiția următoare: "o asociere de state, constituită prin tratat, înzestrată cu o constituție și organe comune și posedând o personalitate juridică distinctă de cea a statelor membre."
Sunt elemente care definesc o organizație interguvernamentală:
- asocierea de state suverane;
- înființarea organizației este rezultatul acordului de voință exprimat de statele fondatoare într-un act constitutiv (cartă, constituție, convenție etc);
- permanența instituției;
- existența organelor proprii, permanente;
- dobândirea personalității juridice distincte;
- imunitatea și privilegiile recunoscute funcționarilor pe teritoriul statelor membre.[5][6]

De regulă, numai statele sunt membre ale organizației interguvernamentale. În mod excepțional, alte entități pot fi membre ale acestor organizații: în Liga Națiunilor puteau fi membre dominioanele sau coloniile, iar India a devenit membră a ONU înainte de a-și declara independența.
Calitatea de membru se dobândește prin participarea la elaborarea actului constitutiv sau prin aderare și se pierde prin excludere sau retragere voluntară.
Membrii asociați (state care nu îndeplinesc toate condițiile pentru a deveni membre ale organizației), observatorii (state nemembre, mișcări de eliberare națională, organizații internaționale) și participanții cu statut consultativ (organizații neguvernamentale) pot participa la anumite lucrări ale organizației interguvernamentale.
Din punct de vedere instituțional, o organizație interguvernamentală poate avea următoarea structură:
- organe plenare, în care sunt reprezentate toate statele membre, cum ar fi: Adunarea Generală, conferința, congresul etc.;
- organe restrânse, în care sunt reprezentate numai unele state membre, de regulă acelea care au un rol preponderent în domeniul de activitate al organizației sau prin rotație ori prin alegeri periodice;
- secretariatul, alcătuit din funcționari internaționali[9].

Organizațiile interguvenamentale fac parte din categoria organizațiilor internaționale, alături de organizațiile neguvernamentale.
Organizațiile internaționale neguvernamentale sunt create și administrate de persoane fizice. Pentru a dobândi recunoașterea personalității juridice, aceste organizații trebuie să fie constituite potrivit legilor unui anumit stat, legea sediului fiind aplicabilă oricărei asemenea organizații.
Toate organizațiile internaționale create de persoane fizice sunt clasate, potrivit dreptului internațional, ca neguvernamentale, deși unele dintre acestea îndeplinesc funcții importante (de ex: Interpolul, Comitetul Internațional al Crucii Roșii)
Organizațiile interguvernamantale nu se confundă cu grupurile de state (G8) sau cu coalițiile, acestea din urmă nefiind constituite decât pentru o perioadă determinată de timp și pentru a soluționa o anumită problemă.

## Istoric
Primele forme de organizare a colaborării multilaterale dintre state au fost conferințele și congresele internaționale, care erau convocate pentru reglementarea unor probleme în care erau interesate mai multe state. În secolul al XIX-lea a crescut importanța acestor conferințe și congrese, care au devenit periodice prin intermediul unui secretariat, căpătând o anumită permanență.
Către sfârșitul secolului al XIX-lea au fost create primele organizații internaționale guvernamentale în domenii limitate, de specialitate, prin intermediul cărora statele colaborau conform unor reguli înscrise în statute. În anul 1865 a fost înființatăUniunea Internațională Telegrafică, iar în anul 1874 a fost înființată Uniunea Poștală Universală. Au urmat: Organizația Meteorologică Mondială (1878), Uniunea de la Paris pentru protecția proprietății industriale (1883), Uniunea de la Berna pentru protecția operelor literare și artistice (1886), Institutul Internațional de Agricultură (1905), Oficiul Internațional de Igienă publică (1907).
După Primul Război Mondial se creează prima organizație politică mondială, Liga Națiunilor Unite, precum și alte organizații cu caracter specializat: Organizația Internațională a Muncii, Uniunea Internațională a Căilor Ferate, Oficiul Internațional al Vinului etc.
După Al Doilea Război Mondial, a fost creată Organizația Națiunilor Unite, iar pentru probleme de specialitate s-au înființat instituțiile specializate ale ONU, precum și multe alte organizații interguvernamentale.

## Statut juridic
Organizațiile interguvernamentale sunt entități de sine stătătoare, având autonomie din punct de vedere juridic. Alături de state, organizațiile interguvernamentale sunt subiecte de drept internațional.
Autonomia juridică înseamnă că organizațiile internaționale guvernamentale au propria lor personalitate juridică, atât în ordinea internă (statul pe teritoriul căruia își are sediul organizația), cât și în ordinea internațională. 
Organizația internațională dobândește personalitate juridică prin voința statelor fondatoare, exprimată în tratatul de constituire.
Personalitatea juridică internațională este însă limitată la domeniile în care organizațiile interguvernamentale sunt abilitate să acționeze. Organizațiile internaționale rămân instrumente ale colaborării între state, astfel că sunt subordonate voinței statelor fondatoare.
În temeiul voinței statelor, personalitatea juridică internațională le permite organizațiilor interguvernamentale să încheie tratate, să stabilească legături diplomatice, să prezinte reclamații internaționale pentru pagubele suportate, să recunoască alte subiecte de drept internațional, să aibă autonomie financiară.
Personalitatea juridică internațională a organizațiilor internaționale nu se poate stabili a priori și nu este identică, prin conținutul său, pentru toate organizațiile, ci depinde de domeniul de activitate și întinderea competenței fiecărei organizații internaționale.
Personalitatea juridică în statele membre este consacrată în actele constitutive prin formule de genul „Organizația se bucură pe teritoriul oricărui membru al său de capacitatea juridică care îi este necesară pentru îndeplinirea funcțiilor și realizarea scopurilor sale” (art.104 din Carta ONU, art.XII din Convenția UNESCO). Personalitatea juridică internă este necesară pentru ca organizația internațională să poată încheia acte juridice în planul dreptului intern al statului unde își desfășoară activitatea (de exemplu, pentru dobândirea bunurilor mobile sau imobile, pentru încheierea unor contracte).

### Competențe legate de dobândirea personalității juridice internaționale
Pentru ca organizațiile interguvernamentale să-și poată atinge scopurile pentru care au fost create,trebuie ca acestea să poată încheia acte juridice spre a dobândi drepturi și a-și asuma obligații în temeiul unor tratate, să poată sta în justiție spre a-și valorifica eventualele pretenții și să aibă un statut juridic care le subliniază poziția internațională, beneficiind de anumite imunități și privilegii. Pe lângă aceste capacități fundamentale legate de personalitatea juridică internațională s-au mai adăugat capacitatea de a întreține relații diplomatice, dreptul de a recunoaște alte subiecte de drept internațional și autonomia financiară.
- capacitatea de a încheia tratate este prevăzută de Convenția de la Viena din 1986 cu privire la dreptul aplicabil tratatelor încheiate între state și organizațiile internaționale. Potrivit articolului 6 al Convenției, „capacitatea unei organizații internaționale de a încheia tratate este cârmuită de regulile pertinente ale organizației”.[23]

Tratatele pot avea ca obiect statutul organizației, schimbul de informații între organizațiile internaționale, statutul sediului organizației. Organizațiile interguvernamentale pot participa la încheierea unor tratate alături de state (de exemplu, Uniunea Europeană poate încheia tratate referitoare la acordurile tarifare și comerciale, acordurile de asociere cu statele terțe, acorduri de pescuit, acorduri din domeniul transporturilor, al mediului înconjurător sau al energiei).
- dreptul de a stabili relații diplomatice înseamnă că fiecare organizație interguvernamentală poate stabili relații cu misiunile permanente ale statelor membre, fie prin trimiterea de misiuni permanente, fie prin primirea de astfel de misiuni (drept de legație activ și pasiv).[24][26]

- în temeiul dreptului de a prezenta reclamații internaționale organizațiile interguvernamentale pot formula proteste, cereri de anchetă, de negocieri sau pot solicita folosirea unei proceduri arbitrale sau juridice.[24]

- imunitățile și privilegiile sunt prevăzute în actele constitutive ale organizațiilor internaționale, în tratate multilaterale privind imunitățile și privilegiile, în acorduri bilaterale sau în legislația unor state.În temeiul imunității de jurisdicție, organizația interguvernamentală nu poate fi chemată în justiție și nu poate fi cercetată. La imunitatea de jurisdicție se adaugă imunitatea de la executarea silită. Bunurile organizației internaționale (clădiri, mașini, avioane, documente) sunt inviolabile. Privilegiile recunoscute organizațiilor interguvernamentale includ scutirile fiscale, scutirile vamale, facilități de comunicații.[27]

- dreptul de a recunoaște alte subiecte de drept internațional este, în principiu, o prerogativă a statelor. Cu toate acestea, organizații interguvernamentale ca ONU sau unele organizații regionale pot recunoaște statele noi.[28]

- autonomia financiară înseamnă că organizațiile interguvernamentale pot avea buget propriu.[29]

## Categorii de organizații interguvernamentale
Organizațiile interguvernamentale pot fi clasificate după mai multe criterii: după aria de acțiune (în raport cu numărul statelor participante), după obiectul lor (general sau specializat), după posibilitatea statelor de a deveni membre ale organizației (deschise, în cazul cărora, pe lângă membrii fondatori pot participa și alte state, deschise în principiu, în situația în care este necesar acordul tuturor statelor deja membre pentru ca un alt stat să obțină calitatea de membru, și închise, dacă nu pot fi membre decât statele fondatoare sau statele dintr-o anumită regiune). Organizațiile interguvernamentale sunt clasificate și după criteriul activității (interstatale, care au drept scop promovarea cooperării între state și cărora nu li se transferă puteri suverane, și suprastatale, care concep legislația aplicabilă pe teritoriul statelor membre, în temeiul suveranității care le-a fost delegată de acestea).

### Organizații internaționale cu vocație de universalitate
Liga Națiunilor  a fost o organizație interguvernamentală cu vocație de universalitate și cu obiect general de activitate.
Pactul Ligii Națiunilor a fost adoptat la Conferința de pace de la Versailles la 28 iunie 1919.
Liga Națiunilor și-a încetat activitatea odată cu izbucnirea celui de-al doilea război mondial, dar a constituit un experiment complex și important în perspectiva istoriei. Organizația Națiunilor Unite a fost creată pornind de la experiența Ligii Națiunilor.
Organizația Națiunilor Unite este cea mai importantă organizație internațională actuală pentru că are un caracter universal -cuprinde aproape toate statele lumii - și pentru că scopurile care i-au fost conferite sunt numeroase și cuprind domenii vaste ale activității internaționale
Organizația Națiunilor Unite acționează pentru îndeplinirea scopurilor sale prin intermediul instituțiilor înființate pentru diferite domenii de activitate. Instituțiile specializate sunt organizații internaționale guvernamentale cu vocație de universalitate create în temeiul acordurilor între state, care funcționează pe baza propriilor statute și care își exercită atribuțiile internaționale în domeniul economic, social, cultural, educativ, al sănătății și în alte domenii conexe acestora, având raporturi de coordonare cu ONU, prin intermediul Consiliului Economic și Social (art.63 din Carta ONU), precum și între ele. .

### Organizații interguvernamentale regionale
Organizațiile interguvernamentale regionale au fost constituite în scopuri diverse prin acordul statelor apropiate din punct de vedere geografic sau prin voința statelor care au un interes comun de cooperare.
Carta ONU permite crearea unor acorduri sau organizații regionale în vederea rezolvării unor probleme privind menținerea păcii și securității internaționle, care sunt compatibile cu scopurile și principiile ONU. De exemplu, organismele politice și militare, pentru a fi conforme cu carta, trebuie să aibă numai scopuri defensive.
Organizația Statelor Americane a fost înființată după cel de-al doilea război mondial ca organizație interguvernamentală regională a statelor din America Latină și SUA cu scopuri speciale, de natură politică, economică și militară.
Organizația Unității Africane a fost creată în anul 1963 la Conferința de la Addis Abeba a miniștrilor de externe din 30 de state din Africa, iar unul dintre scopurile sale a fost acela de a elimina toate formele de colonialism din Africa.
Liga Statelor Arabe a fost prima organizație interguvernamentală creată după cel de-al doilea război mondial și are ca scop întărirea legăturilor dintre statele participante, colaborarea politico-militară dintre ele, apărarea independenței și a suveranității, dezvoltarea colaborării economice, financiare, culturale, sociale.
Asociația Statelor din Sud-Estul Asiei a fost înființată în anul 1967 în Asia și are scopuri economice și politice.
Consiliul Europei a fost creat la 4 mai 1949 de către 10 state. În prezent are 47 de state membre.
Scopul declarat al Consiliului este de a promova unitatea europeană pe baza câtorva principii: ocrotirea și consolidarea democrației pluraliste și garantarea printr-un mecanism evoluat a drepturilor și libertăților omului, definirea unor soluții comune pentru problemele sociale, punerea în valoare a identității culturale europene.
Uniunea Europeană este un parteneriat economic și politic unic în lume, care reunește 27 de țări. Având în vedere că statele membre i-au delegat organizației, în parte, atributul suveranității, Uniunea Europeană este exemplul tipic de organizație internațională suprastatală.

## Dimensiunea parlamentară a organizațiilor internaționale
Pornind de la necesitatea ca acțiunile întreprinse să le fie validate de electorat, organizațiile interguvernamentale au creat adunări parlamentare ca mecanisme utile pentru cunoașterea directă a opțiunilor alegătorilor.
După anul 1990 s-a accentuat această tendință de democratizare, astfel că au fost create noi organizații parlamentare: Adunarea Parlamentară a O.S.C.E., Adunarea Parlamentară a Cooperării Economice a Mării Negre.
După încetarea războiului rece, adunările parlamentare mai vechi au intrat într-un proces de redefinire a intereselor și strategiilor, în cadrul unei tendințe de lărgire prin includerea unor țări din fostul 
bloc sovietic.
Tendința declarată și din ce în ce mai pregnantă a organizațiilor parlamentare internaționale este de a impulsiona activitatea guvernelor, de a iniția acțiuni, și nu doar de a le susține sau comenta.
Adunarea Parlamentară a Consiliului Europei a fost prima adunare europeană creată în istoria continentului nostru. Este formată din delegații ale celor 47 de state și este cea mai mare adunare europeană.
Adunarea Parlamentară a Organizației pentru Securitate și Cooperare în Europa a fost constituită în anul 1991 de către reprezentanții parlamentelor statelor participante la CSCE, ca răspuns la apelul lansat prin Carta de la Paris privind constituirea unei adunări prin intermediul căreia parlamentarii să poată aduce o contribuție substanțială la procesul CSCE.
Adunarea Atlanticului de Nord, spre deosebire de alte adunări parlamentare, nu se află în relație formalizată cu organizația interguvernamentală corespondentă - NATO. Tratatul de la Washington nu face nicio referire la crearea unui forum parlamentar. A fost înființată în anul 1955 ca adunare a legislatorilor din Europa Occidentală și din America de Nord care și-au propus să dezbată probleme de interes comun. La 1 iunie 1999 denumirea i-a fost schimbată în Adunarea Parlamentară a NATO.
Parlamentul European este organismul parlamentar al Uniunii Europene. A fost creat în martie 1958, fiind format, la vremea respectivă, din 142 de parlamentari din cele 6 țări membre ale Comunităților Economice Europene.
Adunarea Parlamentară a Cooperării Economice a Mării Negre a fost înființată la 26 februarie 1993, când președinții a nouă state au semnat, la Istanbul, Declarația de constituire a A.P.C.E.M.N.

## Organizațiile interguvernamentale și folosirea forței
Carta ONU îi permite Consiliului de Securitate să ia măsuri sancționatorii fără folosirea forței armate (articolul 41 din Carta ONU), ca de exemplu întreruperea totală sau parțială a relațiilor economice (embargo) sau a comunicațiilor ori ruperea relațiilor diplomatice. .
Conform articolului 42, Consiliul de Securitate poate întreprinde, cu forțe aeriene, navale sau terestre, orice acțiune pe care o consideră necesară pentru menținerea sau restabilirea păcii și securității internaționale. Resursele militare necesare sunt furnizate de statele membre. Consiliul de Securitate a intervenit militar în conflictul coreean din 1950-1953, în situația din Congo (1960-1964), în războiul din Kuweit (1990). .
Potrivit articolului 53 din Carta ONU, Consiliul de Securitate poate folosi, acolo unde este cazul, organisme regionale pentru aplicarea acțiunilor de constrângere sub autoritatea sa. Organizația Statelor Americane a intervenit în conflictul militar intern din Republica Dominicană (1965), unele state membre ale Organizației Statelor din Caraibele Orientale au debarcat trupe în Granada împreună cu Statele Unite ale Americii (1983), Organizația Unității Africane a intervenit în Ciad (1981), iar Liga Arabă a jucat un rol important în operațiunile pentru apărarea suveranității și integrității teritoriale a Kuweitului. .